# ماري آن هورتون
ماري آن هورتون (بالإنجليزية: Mary Ann Horton)‏ (و. 1955  م) هي عَالِمَة حاسوب أمريكية، ولدت في ريتشلاند، واشنطن.